# هفت دلاور (مجموعه تلویزیونی)
هفت دلاور (به انگلیسی: The Magnificent Seven) یک مجموعه تلویزیونی وسترن آمریکایی که بر اساس فیلم ۱۹۶۰ به همین نام ساخته شده‌است، که خود بازسازی فیلم ژاپنی هفت سامورایی در سال ۱۹۵۴ بود. این سریال اولین بار در شبکه تلویزیونی سی‌بی‌اس در ۳ ژانویه ۱۹۹۸ پخش شد، و به مدت دو فصل در ۲۲ قسمت ۶۰ دقیقه‌ای تا ۳ ژوئیه ۲۰۰۰ پخش شد.